# Lesly St. Fleur
Lesly St. Fleur (ur. 21 marca 1989 w Nassau) – bahamski piłkarz występujący na pozycji napastnika, obecnie zawodnik jamajskiego Montego Bay United.

## Kariera klubowa
St. Fleur rozpoczynał swoją piłkarską karierę w zespole Bears FC z siedzibą w mieście Freeport. W sezonie 2008/2009 zdobył z nim mistrzostwo Bahamów i z czternastoma golami na koncie został królem strzelców BFA Senior League. Rok później, jako kluczowy piłkarz drużyny, zdołał obronić tytuł mistrzowski, co zaowocowało transferem do ekipy Milltown FC, występującej w lidze kanadyjskiej – Canadian Soccer League. Po upływie sześciu miesięcy powrócił do Bears, z którym w rozgrywkach 2010/2011 po raz trzeci w karierze osiągnął mistrzostwo kraju, a także po raz drugi wywalczył tytuł króla strzelców, tym razem notując szesnaście trafień. Jako zawodnik Bears czterokrotnie triumfował również w lidze regionalnej wyspy New Providence – w latach 2007, 2008, 2009 i 2011.
Latem 2011 St. Fleur został zawodnikiem jamajskiego klubu Sporting Central Academy, gdzie spędził pół roku, po czym przeszedł do bardziej utytułowanego zespołu z tego samego kraju – Montego Bay United FC.

## Kariera reprezentacyjna
W seniorskiej reprezentacji Bahamów St. Fleur zadebiutował w 2006 roku. Pierwszego gola w kadrze narodowej strzelił 26 marca 2008 w zremisowanym 1:1 spotkaniu z Brytyjskimi Wyspami Dziewiczymi w ramach eliminacji do Mistrzostw Świata 2010, na które jego drużyna ostatecznie się nie zakwalifikowała. Brał także udział w eliminacjach do Mistrzostw Świata 2014, gdzie strzelił pięć bramek w wygranej 6:0 konfrontacji z Turks i Caicos, jednak Bahamczycy ponownie nie zdołali awansować na mundial. Z sześcioma trafieniami na koncie jest najlepszym strzelcem w historii reprezentacji Bahamów.